# 丹尼爾·馬斯托羅維奇
丹尼爾·馬斯托羅維奇（瑞典語：Daniel Majstorović；1977年4月5日—）是一位已經退役的瑞典足球運動員。在場上的位置是中後衛。他效力過的最後一家球隊是瑞典球隊AIK足球俱樂部。他也曾代表瑞典國家足球隊參賽。